# Naoto Tadžima
Naoto Tadžima (japonsky 田島直人) (15. srpna 1912, Ósaka – 4. prosince 1990) byl japonský atlet, olympijský vítěz v trojskoku.
Na olympiádě v Los Angeles skončil šestý v soutěži dálkařů výkonem 715 cm. O čtyři roky později na olympiádě v Berlíně ve finále dálkařů, které se konalo 4. srpna 1936, získal bronzovou medaili za skok dlouhý 774 cm. O dva dny později se v soutěži trojskokanů se ujal vedení výkonem 15,76 m v prvním pokusu. Ve čtvrtém pokusu skočil rovných 16 metrů, což znamenalo nový světový rekord a zajistil si zlatou medaili.